# Serguéi Kuzovov
Serguéi Kuzovov –en ruso, Сергей Кузовов– es un deportista soviético que compitió en vela en la clase Tornado. Ganó una medalla de plata en el Campeonato Europeo de Tornado de 1990.

## Palmarés internacional
| \| Campeonato Europeo \| Campeonato Europeo \| Campeonato Europeo \| Campeonato Europeo \| \| Año \| Lugar \| Medalla \| Clase \| \| ------------------ \| ---------------------- \| ------------------ \| ------------------ \| \| 1990 \| Breitenbrunn (Austria) \| Medalla de plata \| Tornado \| |                        |                  |         |
| Campeonato Europeo |                        |                  |         |
| Año | Lugar                  | Medalla          | Clase   |
| 1990 | Breitenbrunn (Austria) | Medalla de plata | Tornado |